# Zethus luzonensis
Zethus luzonensis är en stekelart som beskrevs av Giordani Soika 1941. Zethus luzonensis ingår i släktet Zethus och familjen Eumenidae. Inga underarter finns listade i Catalogue of Life.